# Franz Zimmermann (Archivar)
Franz Josef Zimmermann (auch: Ferenc József) (* 10. September 1850 in Hermannstadt; † 27. Januar 1935 in Linz) war ein siebenbürgisch-sächsischer Archivar, Historiker und Politiker.

## Leben
Als Sohn des Professors der Rechtsakademie in Hermannstadt Joseph Andreas Zimmermann geboren, wuchs Franz Zimmermann in Wien auf und besuchte das dortige Schottengymnasium. Anschließend studierte er Altphilologie, Philosophie, Geschichte und Historische Hilfswissenschaften in Wien und Leipzig. Während seines Studiums wurde er 1869 Mitglied der Leipziger Burschenschaft Dresdensia und 1872 der Burschenschaft Silesia Wien.
In den Jahren 1873 bis 1875 war er am Institut für Österreichische Geschichtsforschung in Wien tätig, dessen Mitglied er wurde. 1875 wurde er Stadtarchivar und Archivar der Deutschen Nations-Universität Hermannstadt. 1906 zog er nach Steyr. 1908 wurde er Professor in St. Pölten, wo er in den Ruhestand ging. Später kehrte er nach Siebenbürgen zurück, von wo er nach dem Ersten Weltkrieg nach St. Pölten floh. 1920 wurde er Professor in Braunau am Inn.
Er gründete und leitete das Archiv der Stadt Hermannstadt und der Sächsischen Nation. Er setzte sich für die Erhaltung des Deutschtums in Siebenbürgen ein. Er war Hermannstädter Stadtverordneter und Mitglied des Kreisausschusses der Siebenbürger Sachsen.
Zimmermann war an der Stiftung der Burschenschaftlichen Historischen Kommission beteiligt.
Er starb 1935 in Linz.

## Veröffentlichungen (Auswahl)
- Die Nachbarschaften in Hermannstadt: Ein Beitrag zur Geschichte der deutschen Stadtverfassung und -Verwaltung in Siebenbürgen. Hermannstadt 1885.
- Gemeinsam mit Carl Werner, Georg Müller, u. a.: Urkundenbuch zur Geschichte der Deutschen in Siebenbürgen. 3 Bände, Hermannstadt 1892–1902. (Online)
- Aus der Vizegespanschaft Hermannstadt. Wien 1909.
- Das Ministerium Thun für die Evangelischen im Gesamtstaate Oesterreich 1849 bis 1860. Wien 1926.
- Georg Loesche über das Ministerium Thun 1849–1860, aus amtlichen Quellen widerlegt. Steyr 1927.
- Georg Loesche als Geschichtsforscher. Steyr 1930.
- Georg Loesche Redivivus. Steyr 1931.